# Стан Лаурел
Стан Лаурел (правилно произношение: Стан Лоръл) е английски комик, писател и филмов режисьор, част от комедийния дует Лаурел и Харди. Задно с Оливър Харди участва в 107 късометражни и пълнометражни филми.